# Tauramena
Tauramena è un comune della Colombia facente parte del dipartimento di Casanare.
L'abitato venne fondato da Pedro Ordóñez de Vargas nel 1663, mentre l'istituzione del comune è del 1961, separandolo da quello di Aguazul.